# بارانويد أندرويد
بارانويد أندرويد (بالإنجليزية: Panaroid Android)‏ هو نظام تشغيل للهواتف الذكية والأجهزة اللوحية مبني على أندرويد.
في 2015 وُصِّف هذا النظام بأنه أشهر الأنظمة المخصصة المبنية على أندرويد على الإطلاق إلى جانب سيانوجين مود، ووصف كذلك بأنه ثاني أكبر أنظمة الأندرويد المخصصة.

## وصلات خارجية
- الموقع الرسمي